# Iljuschin Il-106
Die Iljuschin Il-106 Slon ist ein russisches Projekt eines vierstrahligen strategischen Transportflugzeuges. Es wird im Rahmen des Programmes Perspektivischer Komplex Militärlufttransport (russisch Перспективный авиационный комплекс Военно-транспортной авиации Perspektiwnij awiazionny kompleks Wojenno-transportnoy awiazii, PAK-WTA) entwickelt (Slon ist die russische Bezeichnung für Elefant). Der Erstflug ist für 2026 geplant.
Die Il-106 soll langfristig die alternden Antonow An-124 Ruslan ersetzen und diese in der Transportkapazität übertreffen. Die Auslegung als vierstrahliger Schulterdecker mit Normalleitwerk und Bugklappe sowie Heckrampe gleicht der vergleichbarer Transportflugzeuge.

## Entwicklung
Die Entwicklung der Il-106 begann bereits in den 1990er-Jahren, wurde dann aber aus Kostengründen und weil die vorhandene Flotte von An-124 mehr oder weniger alle anfallenden Transportaufgaben bewältigen konnte, auf Eis gelegt. In den 2010er-Jahren, nachdem entschieden worden war, ein neues strategisches Transportflugzeug zu entwickeln, wurde auf die Vorarbeit des OKB Iljuschin zurückgegriffen. Die Alternative wäre eine grundlegend modernisierte Variante der An-124 gewesen, was aber aus verschiedenen Gründen verworfen wurde.
Das Projekt Il-106 wurde grundlegend revidiert, die ursprünglich vorgesehenen Kusnezow-Triebwerke durch moderne ersetzt und die damals vorgesehene Avionik auf den aktuellen Stand der Technik gebracht.

## Technische Daten (projektiert)
| Kenngröße               | Daten                                                                  |
| ----------------------- | ---------------------------------------------------------------------- |
| Hersteller              | Iljuschin                                                              |
| Konstrukteur            | Nikolai Dmitrijewitsch Talikow                                         |
| Besatzung               | 4?                                                                     |
| Länge                   | 82 m                                                                   |
| Spannweite              | 87 m                                                                   |
| Höhe                    | 24 m                                                                   |
| Frachtraum (L×B×H)      | 27,5 m × 5,8 m × 4,4 (5,2) m                                           |
| max. Nutzlast           | 220.000 kg                                                             |
| Leermasse               | 180.000 kg                                                             |
| max. Startmasse         | 400.000 kg                                                             |
| Antrieb                 | vier Awiadwigatel-PD-35-Mantelstromtriebwerke mit je 398 kN Schubkraft |
| Höchstgeschwindigkeit   | 850 km/h                                                               |
| Reichweite mit Zuladung | 4900 bis 7000 km                                                       |
| Dienstgipfelhöhe        | 12.000 m                                                               |